# Calepinus trium linguarum
Calepinus trium linguarum je trojezični rječnik latinsko-hrvatsko-talijanski 
i talijansko-latinsko-hrvatski hrvatskog franjevca fra Josipa Jurina. Sastavljao ga je od 1765. do 1773. godine. Rječnik je rukopisni. Sadrži čakavske izraze hrvatskog jezika, a sadrži i gramatičarski (slovničarski) opis štokavskih riječi hrvatskog jezika.
U prvom je svesku 1667 stranica. Stupci su do 1602. stranice. Imenski dodatak počinje od 1604. stranice. Abecedni je slijed Jurin prekinuo nakon prvog od 18 araka (str. 164), kod riječi “cacodaemon” te ga počeo ga iznova. Nakon 57 stranica dostignut je latinski slijed dostignut, uz dvije neispisane, na prijelazu araka. To je razlog zbog čega su na rječničkom početku neki latinski pojmovi na jednom ili na drugom mjestu, a neki su s drugačijim ili dopunjenim hrvatskim prijevodom. Od svih svezaka ovog rječnika potpun je gramatički aparat samo kod prvoga. Stupci su drugom svesku su utalijansko-latinsko-hrvatskom redoslijedu na 1050 stranica. Treći svezak ima 132 stranice. Naslova je Sequntur adverbia selecta per ordinem ex vocabolario Jaurinensi collecta pro tyronibus Ilyricae iuventutis apprime utilia. Stupci su redoslijeda latinsko-talijansko-hrvatski. Od svih svezaka u ovom su najčešće u trećem svesku.